# Richard Harmon
Richard Scott Harmon (Mississauga, Ontario, 1991. augusztus 18. –) kanadai színész.

## Élete és pályafutása
Egy kanadai kisvárosban, Mississauga-ban született, de még fiatalon Vancouverbe költözött. Tízévesen kezdett el foglalkozni a színészettel, ami nem állt tőle távol, hiszen anyja, Cynde Harmon producer és színész, apja pedig Allan Harmon filmrendező. Nővére, Jessica Harmon szintén színész.
Első szerepét a 2002-ben induló Jeremiah című sorozatban kapta, ahol Madisont játszotta egy epizód erejéig. Leghíresebb szerepei az If I Had Wingsben és a Judas Kissben voltak, előzőben egy vak futót, a másikban pedig egy filmproducer fiatal énjét játssza, aki nem mellesleg homoszexuális. Játszott még az Adaline varázslatos életében és a Villámtolvaj – Percy Jackson és az olimposziak című kalandfilmben. Feltűnt több sorozatban is, úgymint a Flash Gordonban, a Smallville-ben, később a Capricában és a Gyilkosságban. Julian Randol személyében állandó szereplője lett a négy évadot megélt sci-fi televíziós sorozatnak, a Continuumnak. A The CW 2014 óta futó sorozatában, a Visszatérőkben John Murphyt alakítja.

## Filmográfia

### Film
| Év   | Magyar cím                                     | Eredeti cím                                        | Szerep           | Magyar hang       |
| ---- | ---------------------------------------------- | -------------------------------------------------- | ---------------- | ----------------- |
| 2007 | Adsz vagy kapsz                                | Trick ’r Treat                                     | vámpírkölykök    |                   |
| 2010 | Villámtolvaj – Percy Jackson és az olimposziak | Percy Jackson & the Olympians: The Lightning Thief | okoskodó kölyök  |                   |
| 2010 |                                                | Dear Mr. Gacy                                      | áldozat          |                   |
| 2010 |                                                | Triple Dog                                         | Stephan          |                   |
| 2011 |                                                | Judas Kiss                                         | Danny Reyes      |                   |
| 2012 | Így neveld az anyádat                          | Girl in Progress                                   | rosszfiú         |                   |
| 2012 | Rufus                                          | Rufus                                              | Clay             | Czető Roland      |
| 2012 |                                                | Grave Encounters 2                                 | Alex Wright      |                   |
| 2013 |                                                | Evangeline                                         | Michael Konner   |                   |
| 2013 | Ha tudnék repülni                              | If I Had Wings                                     | Alex Taylor      | Markovics Tamás   |
| 2014 | Kegyetlenül szokatlan                          | Cruel & Unusual                                    | William          |                   |
| 2015 | Adaline varázslatos élete                      | The Age of Adaline                                 | Tony             | Baráth István     |
| 2018 | Látlak                                         | I Still See You                                    | Kirk Lane        | Fehér Tibor       |
| 2018 |                                                | The Clinic                                         | Rick             |                   |
| 2019 |                                                | Puppet Killer                                      | Rick             |                   |
| 2019 |                                                | Recess: Third Street (rövidfilm)                   | King Bob         |                   |
| 2020 |                                                | Anderson Falls                                     | Adam Witver      |                   |
| 2020 |                                                | The Return                                         | Rodger Emmerlich |                   |
| 2021 |                                                | A Cinderella Story: Starstruck                     | Kale             |                   |
| 2022 | Margaux, a gyilkos otthon                      | Margaux                                            | Clay             | Karácsonyi Zoltán |
| 2024 |                                                | Lowlifes                                           | Vern             |                   |
| 2025 | Végső állomás: Vérvonalak                      | Final Destination Bloodlines                       | Erik             | Novkov Máté       |

### Televízió
| Év        | Magyar cím                                | Eredeti cím                     | Szerep                          | Megjegyzések                                                                                     |
| --------- | ----------------------------------------- | ------------------------------- | ------------------------------- | ------------------------------------------------------------------------------------------------ |
| 2003      |                                           | Jeremiah                        | Madison                         | 1 epizód                                                                                         |
| 2005      | Az élet iskolája                          | School of Life                  | Timmy                           | tévéfilm                                                                                         |
| 2005      | Painkiller Jane                           | Painkiller Jane                 | besúgó                          | tévéfilm                                                                                         |
| 2006      | A polgármester                            | Da Vinci’s City Hall            | Andrew                          | 2 epizód                                                                                         |
| 2007      | Túlméretes szöszi                         | To Be Fat Like Me               | Kyle                            | tévéfilm                                                                                         |
| 2007      | Flash Gordon                              | Flash Gordon: Ascension         | Tee-Jay barátja                 | 1 epizód                                                                                         |
| 2007      | Kakukktojás                               | Aliens in America               | Junior                          | 1 epizód                                                                                         |
| 2009      | Smallville                                | Smallville                      | függő tizenéves                 | 1 epizód                                                                                         |
| 2009      |                                           | Wolf Canyon                     | gyakornok                       | tévéfilm                                                                                         |
| 2010      | Caprica                                   | Caprica                         | Tad / Heracles                  | 2 epizód                                                                                         |
| 2010      |                                           | Riese: Kingdom Falling          | prototípus                      | 1 epizód                                                                                         |
| 2010      | A rejtély                                 | Fringe                          | tinédzser                       | 1 epizód                                                                                         |
| 2010      | Jó zsaru – rossz zsaru                    | Shattered                       | Trevor Stanwood                 | 1 epizód                                                                                         |
| 2010      |                                           | Tower Prep                      | Ray Snider                      | 6 epizód                                                                                         |
| 2010      |                                           | The Cult                        | Lucas                           | tévéfilm                                                                                         |
| 2011      |                                           | Clue                            | Andrew                          | 1 epizód                                                                                         |
| 2011      |                                           | R.L. Stine's The Haunting Hour  | Caleb / Bobby                   | 2 epizód                                                                                         |
| 2011      | Időről időre                              | Time After Time                 | Ricky                           | tévéfilm                                                                                         |
| 2011–2012 |                                           | The Secret Circle               | Ian                             | 2 epizód                                                                                         |
| 2011–2012 | Gyilkosság                                | The Killing                     | 6 epizód                        |                                                                                                  |
| 2012      |                                           | The Pregnancy Project           | Aaron                           | tévéfilm                                                                                         |
| 2012      |                                           | The Wishing Tree                | Andrew Breen                    | tévéfilm                                                                                         |
| 2012–2015 | Continuum                                 | Continuum                       | Julian Randol                   | 26 epizód                                                                                        |
| 2013      | Bűnös utakon                              | Rogue                           | Lee                             | 1 epizód                                                                                         |
| 2013      |                                           | One Foot in Hell                | Cory                            | tévéfilm                                                                                         |
| 2013      |                                           | Forever 16                      | Jared                           | tévéfilm                                                                                         |
| 2013      |                                           | Scarecrows                      | Tyler                           | tévéfilm                                                                                         |
| 2013–2014 | Bates Motel – Psycho a kezdetektől        | Bates Motel                     | Richard Sylmore                 | 4 epizód                                                                                         |
| 2014      |                                           | Intruders                       | Bix                             | 1 epizód                                                                                         |
| 2014      | Jégkatasztrófa                            | Christmas Icetastrophe          | Tim Ratchet                     | - tévéfilm - magyar hangja: - Molnár Levente                                                     |
| 2014–2020 | A visszatérők                             | The 100                         | John Murphy                     | - visszatérő szerep (1-2. évad) - főszerep (3-7. évad) - magyar hangja:[forrás?] - Renácz Zoltán |
| 2015      | CSI: A helyszínelők                       | CSI – Crime Scene Investigation | Kyle Jessup                     | 1 epizód                                                                                         |
| 2015      | Garázsvásári rejtélyek – Halálos helyiség | Garage Sale Mystery             | William Carson                  | tévéfilm                                                                                         |
| 2015      |                                           | A Mother's Instinct             | Seth Durand                     | tévéfilm                                                                                         |
| 2015      | Átoksziget                                | The Hollow                      | Seth                            | - tévéfilm - magyar hangja: - Csémy Balázs                                                       |
| 2018      |                                           | Rachel                          | Eric                            | 2 epizód                                                                                         |
| 2019      | Van Helsing                               | Van Helsing                     | Max Borman                      | visszatérő szerep (4. évad)                                                                      |
| 2021      | V. C. Andrews: A Landry-család            | V.C. Andrews’ Landry Family     | Louis Clairborne                | minisorozat (1 epizód)                                                                           |
| 2021      |                                           | Kung Fu                         | TJ                              | 1 epizód                                                                                         |
| 2022      | Vállalkozói szellem                       | Fakes                           | Tryst                           | 10 epizód                                                                                        |
| 2022      |                                           | Game, Set, Love                 | Will                            | tévéfilm                                                                                         |
| 2023      | Flash – A Villám                          | The Flash                       | Owen Mercer / Bumeráng Kapitány | 5 epizód                                                                                         |
| 2023      | Éjjeli ügynök                             | The Night Agent                 | Elliot Rome                     | 2 epizód                                                                                         |
| 2023      | Doktor Murphy                             | Doktor Murphy                   | Eddie Richter                   | 1 epizód                                                                                         |
| 2024      | A nyomozó                                 | Tracker                         | Matt Winslow                    | 1 epizód                                                                                         |